# Oedip

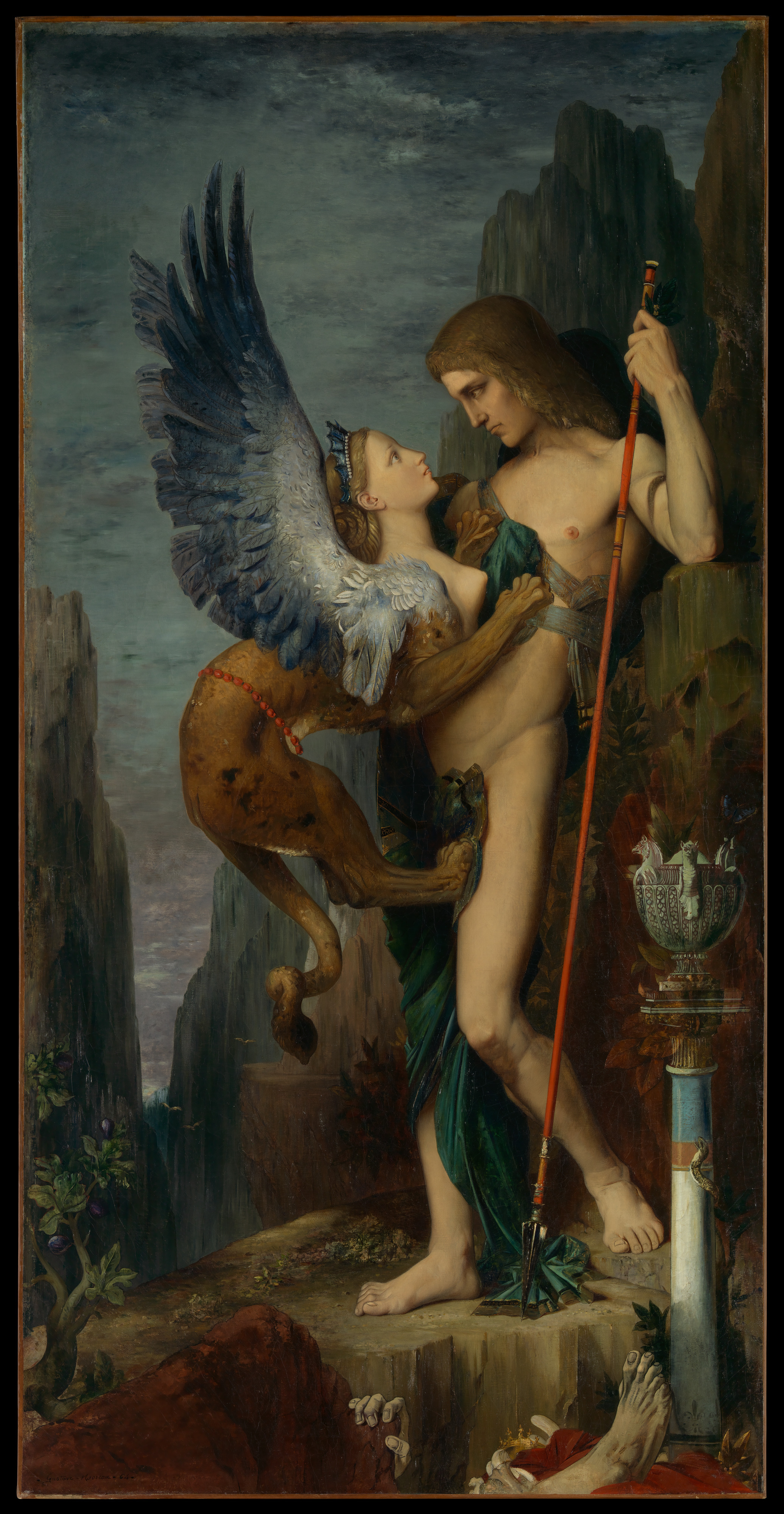
Oedip și Sfinxul
(tablou de Gustave Moreau)

Oedip (Limba greacă veche Οἰδίπους, Oidípous însemnând "picior umflat") a fost legendarul rege grec al orașului Theba. Un erou tragic al mitologiei grecești, Oedip a îndeplinit accidental profeția care spunea că el va ajunge să își ucidă tatăl și să se căsătorească cu mama sa, aducând astfel dezastru în orașul și în familia lui.
Povestea lui Oedip este subiectul tragediei scrise de Sofocle,"Oedip Rege", care este urmată de secvența narativă "Oedip la Colonos" și "Antigona". Împreună, aceste 3 tragedii alcătuiesc o unitate. Oedip reprezintă două teme durabile ale mitului și dramei grecești: natura defectă a umanității și rolul individului în cursul destinului, într-un univers aspru.
În cea mai cunoscută versiune a mitului, Oedip a fost născut ca fiul regelui Laios și al reginei Iocasta. Laios și-a dorit să împiedice împlinirea profeției, așa că a ordonat unui slujitor-călăuză să îl ducă și să îl lase pe Oedip să moară pe munte.

## Mitologie

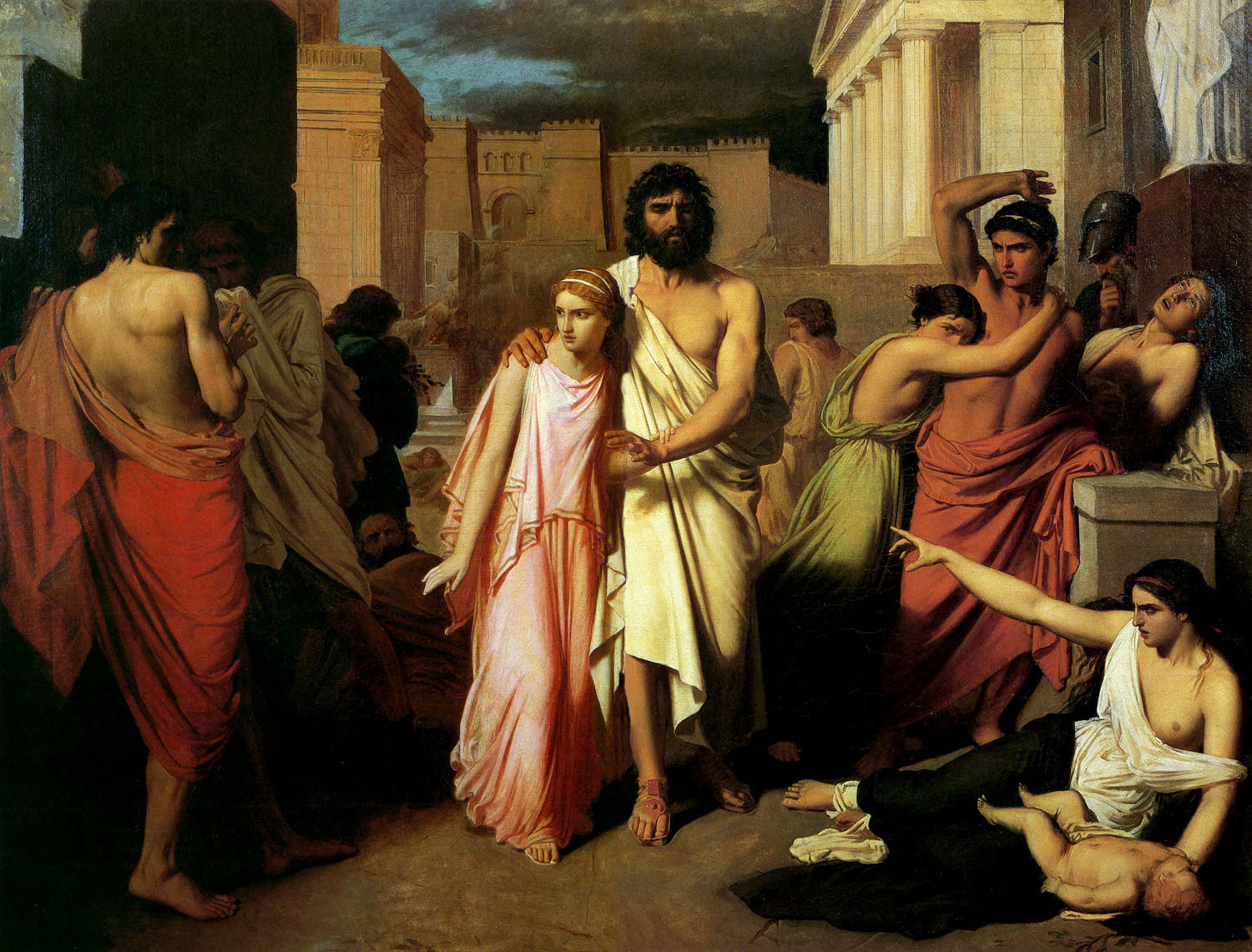
1842. Picturi în ulei pe pânză în Franța. Ciuma din Theba

Un oracol i-a prezis lui Laios că va fi ucis de propriul său fiu, care se va căsători apoi cu Iocasta, astfel încât, la nașterea lui Oedip, Laios i l-a încredințat unui slujitor poruncindu-i să-l abandoneze undeva cât mai departe.
Oedip este găsit de niște păstori corintieni care îl duc la curtea regelui Polybus. Polybus îi devine tată până când Oedip atinge vârsta bărbăției.
Atunci el pleacă la Delphi să consulte oracolul. Pe drum, într-un loc strâmt, niște călători ce veneau din partea opusă îi poruncesc să se dea la o parte să-i lase pe ei să treacă. Oedip refuză și are loc o luptă în cursul căreia el omoară doi oameni. Unul dintre aceștia era Laios, propriul său tată pe care însă Oedip nu-l cunoaștea. Astfel se împlinește profeția.
După moartea lui Laios, rege al cetății Theba devine Creon. La Theba, Oedip accepta provocarea Sfinxului. Acesta punea câte o întrebare tebanilor și cum nu puteau răspunde îi ucidea. Atunci regele Creon făgăduiește mâna Iocastei - și coroana regală - aceluia care îi va scăpa de Sfinx. Oedip a avut de răspuns la următoarea enigmă: "Cine merge dimineața în patru picioare, la amiază în două și seara în trei?". Oedip a ghicit că era vorba de om (care în copilărie merge de-a bușilea, folosindu-se de mâini și de picioare, la amiază adică la maturitate merge în două picioare, iar seara - la bătrânețe - se sprijină și într-un baston). Astfel Oedip obține răsplata făgăduită: tronul cetății Theba și mâna reginei Iocasta, despre care nu știe că e propria sa mamă. Din căsătoria lor se nasc patru copii: Eteocle, Polynice, Antigona și Ismene.
Dar cetatea Theba e bântuită de o molimă cumplită căreia nimeni nu îi găsește leacul. Supușii mor unul după altul și Oedip îl trimite pe Creon să întrebe oracolul care e motivul mâniei zeilor. Oracolul îi răspunde că trebuie răzbunată moartea regelui Laios și Oedip pornește cercetările pentru a găsi vinovatul. Se dovedește a fi el însuși ucigașul și îngrozit de propria-i faptă precum și de căsătoria incestuoasă cu Iocasta se pedepsește: își scoate singur ochii și pornește în straie de cerșetor într-o pribegie călăuzit de fiica sa Antigona. Este primit cu ospitalitate în Attica și moare la Colonus.